# جوائز الفيفا للأفضل كرويا 2018
جوائز الفيفا للأفضل كروياً 2018 (بالإنجليزية: The Best FIFA Football Awards 2018)‏ هو الحفل الثالث لجائزة الأفضل (بالإنجليزية: The Best)‏ التي ابتدعتها الفيفا، أقيم في مدينة لندن البريطانية يوم 24 سبتمبر 2018. تم الكشف عن فريق الأختيار في 4 يوليو 2018.

## الفائزين والمرشحين

### جائزة الفيفا لأفضل لاعب
تم أختيار القائمة المختصرة لأفضل 10 لاعبين في 24 يوليو 2018. تم الكشف عن المرشحين النهائيين في 3 سبتمبر 2018. تم الإعلان عن الفائز في 24 سبتمبر 2018.
معايير أختيار أفضل اللاعبين لهذا العام هي: إنجازاتهم خلال الفترة ما بين 3 يوليو 2017 إلى 15 يوليو 2018.
| #                  | اللاعب             | النادي             | المنتخب الوطني     | النسبة             |
| المرشحين النهائيين | المرشحين النهائيين | المرشحين النهائيين | المرشحين النهائيين | المرشحين النهائيين |
| ------------------ | ------------------ | ------------------ | ------------------ | ------------------ |
| 1                  | لوكا مودريتش       | ريال مدريد         | كرواتيا            | %29.05             |
| 2                  | كريستيانو رونالدو  | ريال مدريد         | البرتغال           | %19.08             |
| 3                  | محمد صلاح          | ليفربول            | مصر                | %11.23             |
| المرشحين الآخرين   |                    |                    |                    |                    |
| 4                  | كيليان مبابي       | باريس سان جيرمان   | فرنسا              | %10.52             |
| 5                  | ليونيل ميسي        | برشلونة            | الأرجنتين          | %9.81              |
| 6                  | أنطوان غريزمان     | أتلتيكو مدريد      | فرنسا              | %6.69              |
| 7                  | إدين هازارد        | تشيلسي             | بلجيكا             | %5.65              |
| 8                  | كيفين دي بروين     | مانشستر سيتي       | بلجيكا             | %3.54              |
| 9                  | رافاييل فاران      | ريال مدريد         | فرنسا              | %3.45              |
| 10                 | هاري كين           | توتنهام هوتسبير    | إنجلترا            | %0.98              |

فريق الأختيار
- سامي الجابر
- إيمانويل أمونيكي
- تشا بوم كون
- فابيو كابيلو
- ديدييه دروغبا
- كاكا
- فرانك لامبارد
- لوتار ماتيوس
- أليساندرو نيستا
- كارلوس ألبرتو بيريرا
- رونالدو
- أندي روكسبورغ
- واينتون روفر[4]

### جائزة الفيفا لأفضل حارس
تم الكشف عن المرشحين النهائيين في 3 سبتمبر 2018. تم الإعلان عن الفائز في 24 سبتمبر 2018.
| #                  | اللاعب             | النادي             | المنتخب الوطني     | النسبة             |
| المرشحين النهائيين | المرشحين النهائيين | المرشحين النهائيين | المرشحين النهائيين | المرشحين النهائيين |
| ------------------ | ------------------ | ------------------ | ------------------ | ------------------ |
| 1                  | تيبو كورتوا        | تشيلسي ريال مدريد  | بلجيكا             |                    |
|                    | هوغو لوريس         | توتنهام هوتسبير    | فرنسا              |                    |
|                    | كاسبر شمايكل       | ليستر سيتي         | الدنمارك           |                    |

فريق الأختيار
- أليساندرو ألتوبيلي
- فيتور بايا
- غوردون بانكس
- خورخي كامبوس
- رينات داساييف
- دييغو فورلان
- رينيه هيجيتا
- فريديريك كانوتيه
- بيتر شمايكل
- مارك شوارزر[2]

### جائزة الفيفا لأفضل مدرب (للرجال)
القائمة المختصرة لأفضل 11 مدرب.
تم الكشف عن المرشحين النهائيين الثلاثة في 3 سبتمبر 2018. تم الإعلان عن الفائز في 24 سبتمبر 2018.
| #                  | المدرب               | الفريق             | النسبة             |
| المرشحين النهائيين | المرشحين النهائيين   | المرشحين النهائيين | المرشحين النهائيين |
| ------------------ | -------------------- | ------------------ | ------------------ |
| 1                  | ديدييه ديشان         | فرنسا              | 30.52%             |
| 2                  | زلاتكو داليتش        | كرواتيا            | 25.74%             |
| 3                  | زين الدين زيدان      | ريال مدريد         | 11.81%             |
| المرشحين الآخرين   |                      |                    |                    |
| 4                  | بيب غوارديولا        | مانشستر سيتي       | 11.46%             |
| 5                  | يورغن كلوب           | ليفربول            | 7.18%              |
| 6                  | دييغو سيميوني        | أتلتيكو مدريد      | 3.23%              |
| 7                  | روبيرتو مارتينيز     | بلجيكا             | 2.61%              |
| 8                  | إرنستو فالفيردي      | برشلونة            | 2.39%              |
| 9                  | ستانيسلاف تشيرتشيسوف | روسيا              | 2.14%              |
| 10                 | غاريث ساوثغيت        | إنجلترا            | 1.57%              |
| 11                 | ماسيميليانو أليغري   | يوفنتوس            | 1.35%              |

فريق الأختيار
- سامي الجابر
- إيمانويل أمونيكي
- تشا بوم كون
- فابيو كابيلو
- ديدييه دروغبا
- كاكا
- فرانك لامبارد
- لوتار ماتيوس
- أليساندرو نيستا
- كارلوس ألبرتو بيريرا
- رونالدو
- أندي روكسبورغ
- واينتون روفر[2]

### جائزة الفيفا لأفضل لاعبة
القائمة المختصرة لأفضل 10 لاعبات.
تم الكشف عن المرشحين النهائيين في 3 سبتمبر 2018. تم الإعلان عن الفائزة في 24 سبتمبر 2018.
| #                  | اللاعب             | النادي             | المنتخب الوطني     | النسبة             |
| المرشحين النهائيين | المرشحين النهائيين | المرشحين النهائيين | المرشحين النهائيين | المرشحين النهائيين |
| ------------------ | ------------------ | ------------------ | ------------------ | ------------------ |
| 1                  | مارتا              | أورلاندو برايد     | البرازيل           | %14.73             |
| 2                  | دزسينيفر ماروزان   | ليون               | ألمانيا            | %12.86             |
| 3                  | آدا هيغربرغ        | ليون               | النرويج            | %12.60             |
| المرشحين الآخرين   |                    |                    |                    |                    |
| 4                  | ميغان رابينو       | سياتل رين          | الولايات المتحدة   | 11.64%             |
| 5                  | بيرنيل هاردر       | فولفسبورغ          | الدنمارك           | 10.08%             |
| 6                  | لوسي برونز         | ليون               | إنجلترا            | 8.65%              |
| 7                  | أماندين هنري       | ليون               | فرنسا              | 8.11%              |
| 8                  | ويندي ريناد        | ليون               | فرنسا              | 7.89%              |
| 9                  | سامانثا كر         | سكاي بلو           | أستراليا           | 6.78%              |
| 10                 | ساكي كوماجاي       | ليون               | اليابان            | 6.66%              |

فريق الأختيار
- دييغو جواتشي
- ميا هام
- مايا جاكمان
- باتريك جاكميت
- نادين كيسلر
- أندريا روديغو
- جاكي شيبانغا
- آنا سيغنول
- سيسي
- كليمنتين تو
- صن ون
- بليندا ويلسون[2]

### جائزة الفيفا لأفضل مدرب (للسيدات)
القائمة المختصرة لأفضل 10 مدربات.
تم الكشف عن المرشحين النهائيين في 3 سبتمبر 2018. تم الإعلان عن الفائز في 24 سبتمبر 2018.
| #                  | المدرب/المدربة        | الفريق             | النسبة             |
| المرشحين النهائيين | المرشحين النهائيين    | المرشحين النهائيين | المرشحين النهائيين |
| ------------------ | --------------------- | ------------------ | ------------------ |
| 1                  | رينالد بيدروس         | ليون               | 23.15%             |
| 2                  | سارينا ويغمان         | هولندا             | 15.31%             |
| 3                  | أساكو تاكاكورا        | اليابان            | 12.80%             |
| المرشحين الآخرين   |                       |                    |                    |
| 4                  | إيما هايز             | تشيلسي             | 10.73%             |
| 5                  | ستيفان ليرش           | فولفسبورغ          | 9.21%              |
| 6                  | مارتينا فوس تيكلينبرج | سويسرا             | 7.42%              |
| 7                  | فاداو                 | البرازيل           | 6.66%              |
| 8                  | خورخي فيلدا           | إسبانيا            | 5.93%              |
| 9                  | مارك بارسونز          | بورتلاند ثورنز     | 5.04%              |
| 10                 | ألن ستاجتشيك          | أستراليا           | 3.75%              |

فريق الأختيار
- دييغو جواتشي
- ميا هام
- مايا جاكمان
- باتريك جاكميت
- نادين كيسلر
- أندريا روديغو
- جاكي شيبانغا
- آنا سيغنول
- سيسي
- كليمنتين تو
- صن ون
- بليندا ويلسون[2]

### جائزة الفيفا للعب النظيف
| الفائز     | السبب                                                                            |
| ---------- | -------------------------------------------------------------------------------- |
| لينارت ثاي | غاب عن مباراة في الدوري الهولندي من أجل أن يتبرع بالخلايا الجذعية لمريض لوكيميا. |

### جائزة بوشكاش
تم الكشف عن القائمة المختصرة في 3 سبتمبر 2018. تم الإعلان عن الفائز في 24 سبتمبر 2018.
| #                       | اللاعب                    | المباراة                            | المسابقة                         | التاريخ            | النسبة             |                    |
| المرشحين النهائيين      | المرشحين النهائيين        | المرشحين النهائيين                  | المرشحين النهائيين               | المرشحين النهائيين | المرشحين النهائيين | المرشحين النهائيين |
| ----------------------- | ------------------------- | ----------------------------------- | -------------------------------- | ------------------ | ------------------ | ------------------ |
| 1                       | محمد صلاح                 | ليفربول – إيفرتون                   | الدوري الإنجليزي الممتاز 2017–18 | 10 ديسمبر 2017     | 38%                |                    |
| 2                       | كريستيانو رونالدو         | يوفنتوس – ريال مدريد                | دوري أبطال أوروبا 2017–18        | 3 أبريل 2018       | 22%                |                    |
| 3                       | جيورجيان دي أراسكايتا     | كروزيرو – أمريكا مينيرو             | بطولة مينيرو 2018                | 4 فبراير 2018      | 17%                |                    |
| المرشحين الآخرين        |                           |                                     |                                  |                    |                    |                    |
|                         | غاريث بيل                 | ريال مدريد – ليفربول                | دوري أبطال أوروبا 2017–18        | 26 مايو 2018       | 23%                |                    |
| دينيس تشيريشيف          | روسيا – كرواتيا           | كأس العالم 2018                     | 7 يوليو 2018                     |                    | 23%                |                    |
| لازاروس كريستودولوبولوس | أيك أثينا – أولمبياكوس    | الدوري اليوناني لكرة القدم 2017–18  | 24 سبتمبر 2017                   |                    | 23%                |                    |
| ريلي مكجري              | نيوكاسل جتس – ملبورن سيتي | الدوري الأسترالي لكرة القدم 2017–18 | 27 أبريل 2018                    |                    | 23%                |                    |
| ليونيل ميسي             | نيجيريا – الأرجنتين       | كأس العالم 2018                     | 26 يونيو 2018                    |                    | 23%                |                    |
| بنجامين بافار           | فرنسا – الأرجنتين         | كأس العالم 2018                     | 30 يونيو 2018                    |                    | 23%                |                    |
| ريكاردو كواريسما        | إيران – البرتغال          | كأس العالم 2018                     | 25 يونيو 2018                    |                    | 23%                |                    |

فريق الأختيار
- بابلو أيمار
- إيكر كاسياس
- ميروسلاف كلوزه
- أليكس سكوت
- ألين بيليجرينو
- دافيد تريزيغيه
- ماركو فان باستن[2]

### جائزة الفيفا لأفضل جمهور
تحتفل الجائزة بأفضل لحظات من قبل الجماهير منذ شهر سبتمبر 2017 حتى يوليو 2018 ، بغض النظر عن البطولة أو الجنس أو الجنسية.
تم الكشف عن المرشحين الثلاثة في 3 سبتمبر 2018. تم الإعلان عن الفائز في 24 سبتمبر 2018.
| # | المشجع/الجمهور          | المباراة                      | المسابقة                         | التاريخ        | النسبة |
| - | ----------------------- | ----------------------------- | -------------------------------- | -------------- | ------ |
| 1 | جماهير بيرو             | عدة مباريات                   | كأس العالم 2018                  | يونيو 2018     | 74%    |
| 2 | سباستيان كاريرا         | كوكويمبو يونيدو – بويرتو مونت | دوري الدرجة الثانية التشيلي 2017 | 22 أكتوبر 2017 | 19%    |
| 3 | جماهير اليابان والسنغال | عدة مباريات                   | كأس العالم 2018                  | يونيو 2018     | 7%     |

فريق الأختيار
- كافو
- كريستيان كاريمبو
- بورا ميلوتينوفيتش
- لوكاس راديبي
- كريستي بيرس
- هوماري ساوا
- ليندساي تربلي

### جائزة فيفبرو
تم اختيار هذه التشكيلة كأفضل تشكيلة في العام.
| اللاعب            | النادي                 |
| الحارس            | الحارس                 |
| ----------------- | ---------------------- |
| دافيد دي خيا      | مانشستر يونايتد        |
| الدفاع            |                        |
| داني ألفيس        | باريس سان جيرمان       |
| رافاييل فاران     | ريال مدريد             |
| سيرخيو راموس      | ريال مدريد             |
| مارسيلو           | ريال مدريد             |
| الوسط             |                        |
| نغولو كانتي       | تشيلسي                 |
| لوكا مودريتش      | ريال مدريد             |
| كيليان مبابي      | باريس سان جيرمان       |
| ليونيل ميسي       | برشلونة                |
| إدين هازارد       | تشيلسي                 |
| الهجوم            |                        |
| كريستيانو رونالدو | - ريال مدريد - يوفنتوس |

الفريق الثاني
| اللاعب         | النادي                |
| الحارس         | الحارس                |
| -------------- | --------------------- |
| تيبو كورتوا    | - تشيلسي - ريال مدريد |
| الدفاع         |                       |
| داني كارفاخال  | ريال مدريد            |
| تياغو سيلفا    | باريس سان جيرمان      |
| صامويل أومتيتي | برشلونة               |
| كايل ووكر      | مانشستر سيتي          |
| الوسط          |                       |
| كيفين دي بروين | مانشستر سيتي          |
| توني كروس      | ريال مدريد            |
| بول بوغبا      | مانشستر يونايتد       |
| الهجوم         |                       |
| هاري كين       | توتنهام هوتسبير       |
| نيمار          | باريس سان جيرمان      |
| محمد صلاح      | ليفربول               |

الفريق الثالث
| اللاعب         | النادي                 |
| الحارس         | الحارس                 |
| -------------- | ---------------------- |
| كيلور نافاس    | ريال مدريد             |
| الدفاع         |                        |
| جوردي ألبا     | برشلونة                |
| دييغو غودين    | أتلتيكو مدريد          |
| جوشوا كيميش    | بايرن ميونخ            |
| جيرارد بيكيه   | برشلونة                |
| الوسط          |                        |
| أندريس إنييستا | - برشلونة - فيسيل كوبه |
| إيسكو          | ريال مدريد             |
| إيفان راكيتيتش | برشلونة                |
| الهجوم         |                        |
| أنطوان غريزمان | أتلتيكو مدريد          |
| روميلو لوكاكو  | مانشستر يونايتد        |
| لويس سواريز    | برشلونة                |

الفريق الرابع
| اللاعب         | النادي                       |
| الحارس         | الحارس                       |
| -------------- | ---------------------------- |
| جانلويجي بوفون | - يوفنتوس - باريس سان جيرمان |
| الدفاع         |                              |
| جورجيو كيلليني | يوفنتوس                      |
| ديان لوفرين    | ليفربول                      |
| بنجامين بافار  | نادي شتوتغارت                |
| كيران تريبير   | توتنهام هوتسبير              |
| الوسط          |                              |
| سيرجيو بوسكيتس | برشلونة                      |
| كاسيميرو       | ريال مدريد                   |
| فيليبي كوتينيو | - ليفربول - برشلونة          |
| الهجوم         |                              |
| إدينسون كافاني | باريس سان جيرمان             |
| باولو ديبالا   | يوفنتوس                      |
| ساديو ماني     | ليفربول                      |

الفريق الخامس
| اللاعب                | النادي                       |
| الحارس                | الحارس                       |
| --------------------- | ---------------------------- |
| مارك أندريه تير شتيغن | برشلونة                      |
| الدفاع                |                              |
| ماتس هوملز            | بايرن ميونخ                  |
| ياري مينا             | - برشلونة - إيفرتون          |
| فيرجيل فان ديك        | - ساوثهامبتون - ليفربول      |
| شيمي فرساليكو         | - أتلتيكو مدريد - إنتر ميلان |
| الوسط                 |                              |
| نيمانيا ماتيتش        | مانشستر يونايتد              |
| دافيد سيلفا           | مانشستر سيتي                 |
| أرتورو فيدال          | - بايرن ميونخ - برشلونة      |
| الهجوم                |                              |
| كريم بنزيما           | ريال مدريد                   |
| روبرت ليفاندوفسكي     | بايرن ميونخ                  |
| ماريو ماندجوكيتش      | يوفنتوس                      |

## وصلات خارجية
- الموقع الرسمي